# イサム塗料
イサム塗料株式会社（イサムとりょう）は大阪府大阪市福島区鷺洲に本社を置く塗料メーカーである。1927年創業。

## 会社概要
自動車補修用塗料ならびに汎用建築用塗料の大手メーカー。また仕上剤や吹付剤などの分野にも強い。
環境に配慮した水性塗料を、競合他社である日本ペイントや関西ペイント、大日本塗料などの大手メーカーよりも先に製造販売を開始している。
社名は創業者の北村勇の名前に由来するもの。もともとは有機溶剤や各種工業薬品の販売を目的として創業したこともあり、絵具やインキ、顔料の製造でもその名を広く知られている。

## 事業所
- 本社：大阪府大阪市福島区鷺洲2丁目15番24号
- 東京支店：埼玉県戸田市喜沢南1丁目5番37号
- 滋賀工場：滋賀県草津市笠山8丁目2番1号

## 沿革
- 1927年4月 - 北村溶剤化学製品所創業。
- 1947年7月 - ローズ色彩工業株式会社設立。
- 1949年10月 - 株式会社北村溶剤化学製品所に商号変更。
- 1955年7月 - 現社名に変更。
- 1984年3月 - 大阪証券取引所2部の特別指定銘柄上場。
- 1996年1月 - 大阪証券取引所2部指定替え。
- 2013年7月 - 大阪証券取引所と東京証券取引所の現物株市場統合に伴い、東京証券取引所2部に上場。